# Edifici del Boia
L'Edifici del Boia és una obra de Cadaqués (Alt Empordà) protegida com a Bé Cultural d'Interès Local.

## Descripció
L'edifici està situat al passeig, 17 de Cadaqués, just davant del mar.
El passeig és un dels espais més característics de Cadaqués. Es va començar a consolidar com a tal a principis del segle XX i amb el pas dels anys ha adquirit la imatge actual. Les edificacions que hi donen façana són majoritàriament habitatges tradicionals, algunes molt remarcables, que reflecteixen l'arrelament dels indians a Cadaqués.
En aquest passeig i davant de la platja hi ha bars emblemàtics com el bar Boia i el bar Marítim.
A l'interior del local destaca la pintura de Ramon Moscardó que envolta, des de fa 20 anys, tot l'interior del local amb una llargada de 27 metres lineals que representa una vista de Cadaqués de 360°.

## Història
El bar Boia és un espai de tertúlia obert al mar que forma part del paisatge de Cadaqués.
Durant la revetlla de Sant Joan de 1946, Alejandro Contos i el seu cunyat, Martinet Faixò, van inaugurar el bar Boia. Més endavant, Faixò va vendre la seva part del negoci a Contos. En l'autorització de "La Ayundatia de Marina de Rosas" del primer any, es fa constar que els promotors han de pagar "quinientas pesetas por el importe de consumos de lujo, teniendo en cuenta la ocupación con mesas y sillas de café situadas en la parcela".
Parlar del bar Boia és parlar d'un punt de trobada de la de la gent de l'indret, els turistes i els artistes que visitaven Cadaqués.